# 显叉狂蛛
显叉狂蛛（学名：Zelotes x-notatus）为平腹蛛科狂蛛属的动物。在中国大陆，分布于辽宁等地。